# 六合县
六合县是原南京市下辖的一个县，现已撤销。
六合历史悠久，根据考古和地质工作者及专家发掘、考证，在距今约一万年前就有原始氏族村落。六合古称棠邑。秦始皇二十一年（前221年），始置棠邑县。隋朝废北周时所置六合郡，开皇四年（584年），废尉氏县、堂邑县、方山县，合为六合县。唐朝时，属扬州、廣陵郡。明代之前多属扬州，洪武二十三年（1389年）始属应天府（治所在今南京市）。
1949年1月25日，中华民国政府六合县县长周君轸逃往南京。26日，中共江淮军区第一军分区司令员艾明山等人率部进入六合县城。同日，中共六合县委、县政府迁进县城办公。27日，成立六合县军事管制委员会。中国共产党政权全面接管六合县。
1966年3月15日，六合县、江浦县、仪徵县、金湖县、盱眙县五县成立六合专区，专区所在地六合县六城镇。1975年11月，六合属南京市管辖。1973年9月，原六合县卸甲甸等地析出成立大厂区，2002年4月，经国务院批准，六合县与大厂区合并成立南京市六合区，全区辖8个街道、9个镇。

## 历史沿革
- 六合古称棠邑，春秋战国时，棠邑先属楚，后属吴，再属越，至公元前334年复归于楚。
- 隋开皇四年（584年）定名六合。
- 南唐时期六合县属江宁府（今南京），保大六年（948年）改六合为雄州。
- 元朝，六合县属扬州。
- 明洪武二十三年（1389年）复属应天府（今南京），直至民国初年。
- 民国元年（1912年）废府，六合县属江苏省。
- 1914年属江苏省金陵道。
- 1949年属皖北行署滁县专区，后改属苏北行署区泰州专区。
- 1953年属扬州。1956年属镇江。
- 1957年属扬州。1958年属南京市。1962年属扬州。
- 1966年3月15日，六合县、江浦县、仪徵县、金湖县、盱眙县五县成立六合专区，专区所在地六合县六城镇。
- 1971年六合专区撤销，划属扬州地区。
- 1975年11月，六合重新划回南京市管辖。
- 1973年9月，原六合县卸甲甸等地析出成立大厂区
- 2002年4月，经中国国务院批准，六合县与大厂区合并成立南京市六合区，全区辖10个街道、9个镇。
- 2012年8月六合区划进行调整，调整后的六合区辖10个街道、2个镇：雄州街道、金牛湖街道、横梁街道、程桥街道、大厂街道、葛塘街道、长芦街道、马鞍街道、龙袍街道、龙池街道；竹镇镇、冶山镇。